# Supercopa Argentina 2022
La Supercopa Argentina 2022 è stata la 9ª edizione della Supercopa Argentina. Si è tenuta in gara unica allo stadio Unico Madre de Ciudades di Santiago del Estero il 1º marzo 2023. A sfidarsi sono stati il Boca Juniors, vincitore della Primera División 2022, e il Patronato, vincitore della Copa Argentina 2022. Ad aggiudicarsi il trofeo è stato il Boca Juniors, che si è imposto per 3-0.

## Tabellino
| Arbitro: | Andrés Merlos |

|                         |           |  |
| 41’, 51’, 61’ Benedetto | Marcatori |  |

| Boca Juniors | Patronato |